# Cúp bóng đá Phần Lan 2012

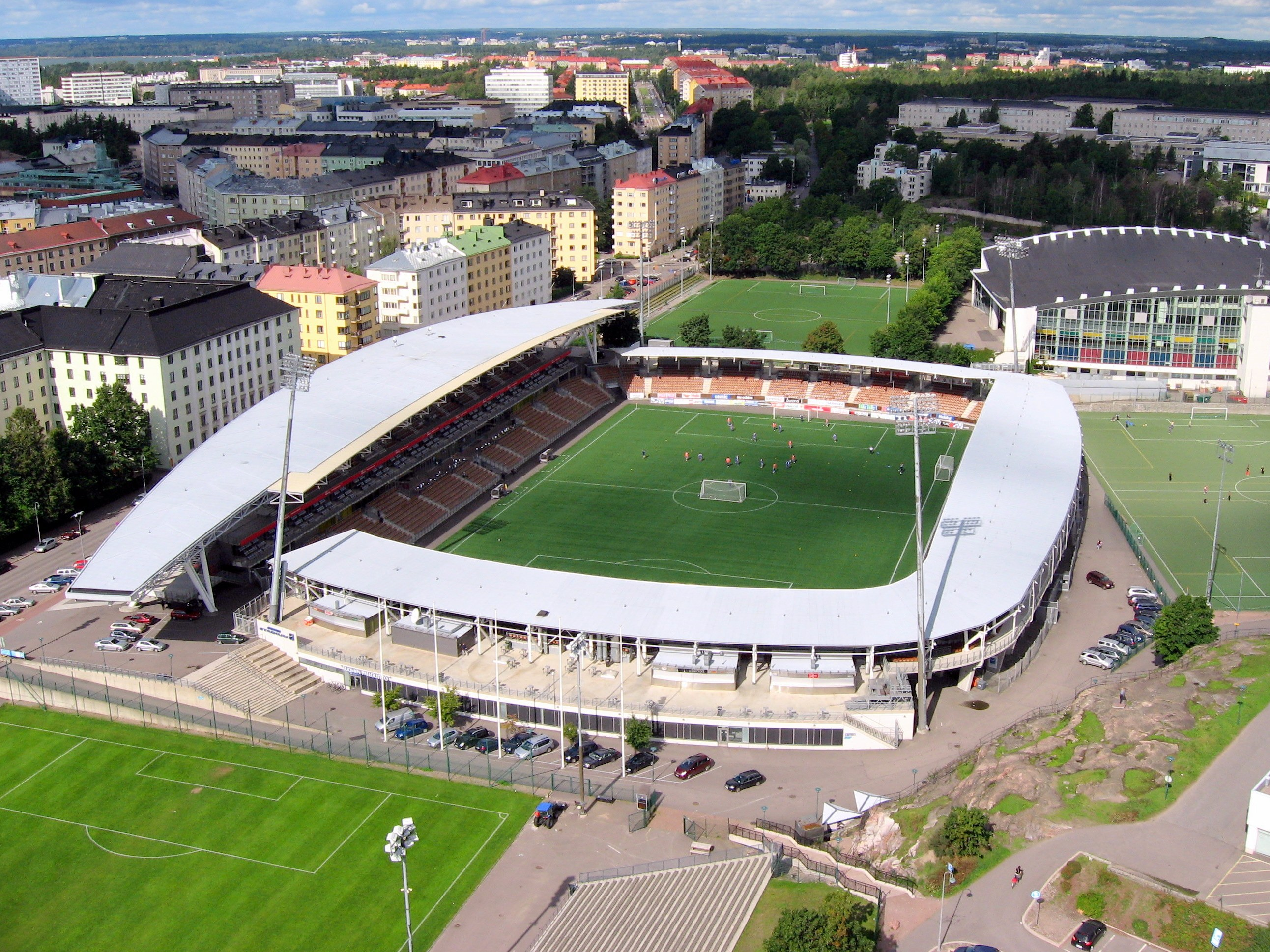
Sân vận động Sonera, Helsinki – địa điểm thường xuyên tổ chức trận Chung kết Cúp bóng đá Phần Lan

Cúp bóng đá Phần Lan 2012 (tiếng Phần Lan: Suomen Cup) là mùa giải thứ 58 của giải đấu cúp bóng đá thường niên ở Phần Lan. Giải được tổ chức theo hình thức giải đấu loại trực tiếp. Việc tham gia giải là tự nguyện. Có tổng cộng 198 đội bóng đăng ký tham gia, với 12 đội ở Veikkausliiga, 10 đội ở Ykkönen, 28 đội ở Kakkonen, 54 đội ở Kolmonen và 94 đội ở các hạng đấu khác.
Giải đấu khởi tranh từ ngày 6 tháng 1 năm 2012 với trận đầu tiên của Vòng Một. Nhiều trận đấu ở các vòng đấu thi đấu trên sân nhân tạo ở trong nhà.

## Đội bóng
| Vòng đấu  | Số câu lạc bộ còn lại | Số câu lạc bộ tham gia | Số đội thắng từ vòng trước | Số đội mới tham gia vòng này | Giải đấu tham gia vòng này                                                           |
| --------- | --------------------- | ---------------------- | -------------------------- | ---------------------------- | ------------------------------------------------------------------------------------ |
| Vòng 1    | 198                   | 34                     | không có                   | 34                           | Kolmonen (Hạng 4) Nelonen (Hạng 5) Vitonen (Hạng 6) Kutonen (Hạng 7) Seiska (Hạng 8) |
| Vòng 2    | 181                   | 126                    | 17                         | 109                          | xem ở trên                                                                           |
| Vòng 3    | 118                   | 68                     | 63                         | 5                            | xem ở trên                                                                           |
| Vòng 4    | 84                    | 72                     | 34                         | 38                           | Ykkönen (Hạng 2) - 10 đội Kakkonen (Hạng 3) - 28 đội                                 |
| Vòng 5    | 48                    | 40                     | 36                         | 4                            | Veikkausliiga (Hạng 1) - 4 đội                                                       |
| Vòng 6    | 28                    | 24                     | 20                         | 4                            | Veikkausliiga (Hạng 1) - 4 đội                                                       |
| Vòng 7    | 16                    | 16                     | 12                         | 4                            | Veikkausliiga (Hạng 1) - 4 đội                                                       |
| Tứ kết    | 8                     | 8                      | 8                          | không có                     | không có                                                                             |
| Bán kết   | 4                     | 4                      | 4                          | không có                     | không có                                                                             |
| Chung kết | 2                     | 2                      | 2                          | không có                     | không có                                                                             |

## Vòng Một
Vòng này có sự tham gia của 34 đội ở hạng tư trở xuống, trong khi 109 đội ở các hạng đấu thấp được miễn đấu và vào vòng trong. Các trận đấu diễn ra từ 6 đến 21 tháng 1 năm 2012.
| Thứ tự | Đội nhà                    | Tỉ số | Đội khách          | Thông tin |
| ------ | -------------------------- | ----- | ------------------ | --------- |
| 0      | FC Helsingin Pumppu        | 0-4   | MPS/Atletico Malmi |           |
| 1      | HJK j/Laajasalo            | 3-1   | FC Playmates       |           |
| 2      | Gnistan/2                  | 1-0   | HJK-j/Töölö        |           |
| 3      | HeKuLa                     | 2-1   | HDS                |           |
| 4      | FC A la Plancha Calamar    | 0-1   | Töölön Taisto      |           |
| 5      | Pallo-Pojat juniorit (PPJ) | 5-1   | FC HEIV            |           |
| 6      | Pallo-Pojat/PPJ Akatemia   | 6-1   | KPR                |           |
| 7      | Football Club Vantaa       | 0-3   | EIF/Akademi        |           |

| Thứ tự | Đội nhà             | Tỉ số    | Đội khách             | Thông tin |
| ------ | ------------------- | -------- | --------------------- | --------- |
| 8      | I-HK M09            | 1-0      | FC Kasiysi TN         |           |
| 9      | FC Korso United     | 3-4 (p.) | Palloiluseura Apollo  |           |
| 10     | FC Babylon X        | 4-3 (p.) | Espoon Tikka          |           |
| 11     | IVPA                | 0-14     | AC Vantaa/2           |           |
| 12     | Toivalan Urheilijat | 1-0      | Joensuun Palloseura   |           |
| 13     | Lehmon Pallo-77     | 0-1      | SC Riverball          |           |
| 14     | Euran Pallo         | 5-6 (p.) | Toejoen Veikot (TOVE) |           |
| 15     | Kajaanin Haka       | 2-1      | JS Herkules           |           |
| 16     | FC Lynx             | 1-4      | FC Muurola            |           |

## Vòng Hai
Vòng này có sự tham gia của 126 đội từ hạng tư trở xuống. Các trận đấu diễn ra vào ngày 14 tháng 1 năm 2012.
| Thứ tự | Đội nhà                       | Tỉ số    | Đội khách                   | Thông tin |
| ------ | ----------------------------- | -------- | --------------------------- | --------- |
| 17     | Toivalan Urheilijat           | 4-3      | Soccer Club Kuopio Futis-98 |           |
| 18     | Nakkilan Nasta                | 2-3      | Toejoen Veikot (TOVE)       |           |
| 19     | Spartak Kajaani               | 2-0      | Kajaanin Haka               |           |
| 20     | HJK j/Laajasalo               | 3-2      | PPV                         |           |
| 21     | Gnistan/2                     | 1-2      | Helsingin Ponnistus         |           |
| 22     | HeKuLa                        | 1-10     | MaKu/Baltika                |           |
| 23     | Töölön Taisto                 | 0-2      | SAPA M1                     |           |
| 24     | Pallo-Pojat juniorit (PPJ)    | 2-0      | PK-35/VJS                   |           |
| 25     | Pallo-Pojat/PPJ Akatemia      | 1-4      | Käpylän Pallo/KäPa          |           |
| 26     | HerTo                         | 0-1      | HPS                         |           |
| 27     | Pajamäen Pallo-Veikot/5. div. | 0-3      | Ellas                       |           |
| 28     | Kallion Stallions             | 0-5      | HIFK/2                      |           |
| 29     | Suurmetsän Urheilijat         | 0-3      | MPS/Atletico Malmi          |           |
| 30     | FC Spede                      | 0-2      | IF Gnistan/Roots            |           |
| 31     | SAPA/M3                       | 4-3 (p.) | FC Hieho                    |           |
| 32     | Club Latino Espanol           | 0-3      | Kurvin Vauhti               |           |
| 33     | FC POHU                       | 0-4      | Gnistan/Ogeli               |           |
| 34     | Töölön Vesa                   | 0-4      | SAPA/2                      |           |
| 35     | HJK/Kannelmäki                | 2-4      | HIFK/3                      |           |
| 36     | FC Babylon X                  | 4-3      | Riipilän Raketti            |           |
| 37     | EIF/Akademi                   | INSERT   | Nummelan Palloseura         |           |
| 38     | Nurmijärven Palloseura        | 3-4 (p.) | I-HK M09                    |           |
| 39     | Palloiluseura Apollo          | 0-2      | Lahden Reipas               |           |
| 40     | Korson Palloseura             | 2-0      | Jalkapalloseura Stars       |           |
| 41     | Riihimäen Palloseura          | 3-2      | TuPS                        |           |
| 42     | PK Keski-Uusimaa              | 9-2      | Hyvinkään Palloseura        |           |
| 43     | SexyPöxyt                     | 4-0      | Lahen Pojat Jalkapalloseura |           |
| 44     | Salpausselän Reipas           | 1-0      | IF Sibbo-Vargarna           |           |
| 45     | Jokelan Kisa                  | 14-0     | FC Kyllikki                 |           |
| 46     | FC Keravan Dynamo             | 2-4      | Espoon Palloseura           |           |
| 47     | FC Glid                       | 1-5      | Koivukylän Palloseura       |           |
| 48     | F.C. Brunnsparkens Bröder     | 0-3      | KyIF                        |           |

| Thứ tự | Đội nhà                  | Tỉ số    | Đội khách                    | Thông tin |
| ------ | ------------------------ | -------- | ---------------------------- | --------- |
| 49     | AC Vantaa/2              | 6-1      | FC Laatupallo                |           |
| 50     | HC Ränni                 | 4-2      | Nurmijärven Palloseura/2     |           |
| 51     | Kaarinan Reipas          | 0-5      | Turun Pallokerho             |           |
| 52     | KaaPS                    | 0-18     | Maskun Palloseura            |           |
| 53     | MynPa                    | 0-9      | VG-62                        |           |
| 54     | Liedon Pallo             | 2-1      | Jyrkkälän Tykit              |           |
| 55     | Åbo Club de Futbol       | 4-3 (p.) | FC Boda                      |           |
| 56     | Nokian Palloseura        | 5-0      | Tervakosken Pato             |           |
| 57     | Tampereen Palloveikot    | 0-4      | Tampereen Peli-Toverit       |           |
| 58     | Parkunmäen Apassit       | 2-6      | Hämeenlinnan Härmä           |           |
| 59     | Ikurin Vire              | 5-0      | Loiske Toivot                |           |
| 60     | FC Vapsi                 | 0-6      | Leki-futis                   |           |
| 61     | Tampereen FC Futarit     | 0-3      | Sääksjärven Loiske           |           |
| 62     | Bollklubben 48           | 3-2      | Malax IF                     |           |
| 63     | Black Islanders          | 4-0      | Lapuan Virkiä (miehet 2)     |           |
| 64     | Kungliga Wasa C.F.       | 5-6 (p.) | Sisu-Pallo                   |           |
| 65     | VPS juniorit             | 2-6      | Lapuan Virkiä                |           |
| 66     | Gamlakarleby Bollklubb 2 | 0-3      | Jakobstads Bollklubb (JBK)   |           |
| 67     | IK Myran                 | 4-2      | IFK Jakobstad                |           |
| 68     | Haminan Pallokissat      | 1-4      | Pallo-Peikot (PaPe)          |           |
| 69     | FC SuSi                  | 0-12     | Sudet                        |           |
| 70     | Kultsu FC/2              | 0-2      | PEPO                         |           |
| 71     | FC Peltirumpu            | 3-0      | IPS                          |           |
| 72     | Kotkan Kiri              | 1-4      | STPS                         |           |
| 73     | Inkeroisten Purha        | 4-1      | Heinolan Palloilijat -47     |           |
| 74     | Karhulan Pojat           | 0-1      | Kotajärjen Pallo             |           |
| 75     | Voikkaan PotkupalloKerho | 3-1      | Popinniemen Ponnistus        |           |
| 76     | FC Saarijärvi            | 0-3      | Jyväskylän Seudun Palloseura |           |
| 77     | Football Club Kurd       | 1-4      | FC Vaajakoski                |           |
| 78     | Suolahden Urho           | 2-6      | Souls AC                     |           |
| 79     | Palokan Riento           | 2-4      | Jämsänkosken Ilves           |           |

## Vòng Ba
Vòng này có sự tham gia của 68 đội từ hạng tư trở xuống. Các trận đấu diễn ra vào ngày 5 tháng 2 năm 2012.
| Thứ tự | Đội nhà                     | Tỉ số        | Đội khách             | Thông tin |
| ------ | --------------------------- | ------------ | --------------------- | --------- |
| 80.    | HJK-j/Laajasalo             | 3-4 (p.)     | HIFK/2                |           |
| 81.    | Helsingin Ponnistus         | 2-1          | MPS/Atletico Malmi    |           |
| 82.    | IF Gnistan/Roots            | 0-10         | MaKu/Baltika          |           |
| 83.    | SAPA/M3                     | 0-6          | SAPA M1               |           |
| 84.    | Pallo-Pojat –juniorit (PPJ) | 3-2 (p.)     | Kurvin Vauhti         |           |
| 85.    | Gnistan/Ogeli               | 1-1 0-3 (p.) | Käpylän Pallo/KäPa    |           |
| 86.    | SAPA/2                      | 1-4          | HPS                   |           |
| 87.    | Ellas                       | 3-4 (p.)     | HIFK/3                |           |
| 88.    | Turun Pallokerho            | 0-2          | SexyPöxyt             |           |
| 89.    | FC Babylon X                | 3-0          | Salpausselän Reipas   |           |
| 90.    | NuPS                        | 5-3          | Jokelan Kisa          |           |
| 91.    | I-HK M09                    | 2-0          | Espoon Palloseura     |           |
| 92.    | Lahden Reipas               | 5-0          | Koivukylän Palloseura |           |
| 93.    | KyIF                        | 1–0          | Korson Palloseura     |           |
| 94.    | AC Vantaa/2                 | 0-1          | Riihimäen Palloseura  |           |
| 95.    | HC Ränni                    | 0-15         | PK Keski-Uusimaa      |           |
| 96.    | Liedon Pallo                | 0-5          | Maskun Palloseura     |           |
| 97.    | Åbo Club de Futbol          | 0-3          | VG-62                 |           |
| 98.    | Sisu-Pallo                  | 0-3          | Toejoen Veikot (TOVE) |           |

| Thứ tự | Đội nhà                  | Tỉ số        | Đội khách                    | Thông tin |
| ------ | ------------------------ | ------------ | ---------------------------- | --------- |
| 99.    | Black Islanders          | 2-5          | IK Myran                     |           |
| 100.   | Kokkolan Palloseura      | 5-0          | Bollklubben-48               |           |
| 101.   | Jakobstads Bollklubb     | 3-2          | Lapuan Virkiä                |           |
| 102.   | Toivalan Urheilijat      | 4-4 3-4 (p.) | SC Riverball                 |           |
| 103.   | Voikkaan PotkupalloKerho | 1-2          | FC Peltirumpu                |           |
| 104.   | Kotajärven Pallo         | 1-7          | PEPO                         |           |
| 105.   | Inkeroisten Purha        | 0-6          | Sudet                        |           |
| 106.   | STPS                     | 2-1          | Pallo-Peikot (PAPE)          |           |
| 107.   | Sastamalan Voima 1       | 7-0          | Ikurin Vire                  |           |
| 108.   | Nekalan Pallo            | 1-1 3-5 (p.) | Nokian Palloseura            |           |
| 109.   | Leki-futis               | 1-1 3-5 (p.) | Tampereen Peli-Toverit       |           |
| 110.   | Sääksjärven Loiske       | 0-2          | Hämeenlinnan Härmä           |           |
| 111.   | Souls AC                 | 0-6          | FC Vaajakoski                |           |
| 112.   | Jämsänkosken Ilves       | 0-5          | Jyväskylän Seudun Palloseura |           |
| 113.   | FC Muurola               | 1-1 5-4 (p.) | Spartak Kajaani              |           |

## Vòng Bốn
Vòng này có sự tham gia của 72 đội bao gồm 10 ở Ykkönen và 28 đội ở Kakkonen. Các trận đấu diễn ra vào ngày 14 tháng 2 năm 2012.
| Thứ tự | Đội nhà                     | Tỉ số        | Đội khách              | Thông tin     |
| ------ | --------------------------- | ------------ | ---------------------- | ------------- |
| 114.   | SAPA M1                     | 0–4          | FC Kiffen              |               |
| 115.   | LPS                         | 1–1 (5−4 p.) | EsPa                   |               |
| 116.   | HIFK                        | 3–0          | PK-35 Vantaa           | PK-35 bỏ cuộc |
| 117.   | HIFK/2                      | 0–1          | FC Kuusysi             |               |
| 118.   | KäPa                        | 3–3 (5−6 p.) | Atlantis FC            |               |
| 119.   | PK Keski-Uusimaa            | 2–3          | BK-46                  | Khán giả: 270 |
| 120.   | HPS                         | 0–4          | Klubi 04               |               |
| 121.   | Helsingin Ponnistus         | 2–3          | Riihimäen Palloseura   |               |
| 122.   | IF Gnistan                  | 1–0          | FC Viikingit           | Khán giả: 179 |
| 123.   | Pallo-Pojat –juniorit (PPJ) | 1–6          | EIF                    |               |
| 124.   | HIFK/3                      | 1–2          | MaKu/Baltika           | Khán giả: 120 |
| 125.   | SexyPöxyt                   | 2–3 (s.h.p.) | Tampereen Pallo-Veikot |               |
| 126.   | KyIF                        | 1–3          | VG-62                  |               |
| 127.   | Ilves                       | 1–3          | FC Hämeenlinna         | Khán giả: 343 |
| 128.   | Hämeenlinnan Härmä          | 3–2          | STPS                   | Khán giả: 90  |
| 129.   | I-HK M09                    | 0–5          | NoPS                   |               |
| 130.   | Tampereen Peli-Toverit      | 1−3          | Maskun Palloseura      |               |
| 131.   | Sastamalan Voima 1          | 1–5          | NuPS                   |               |

| Thứ tự | Đội nhà               | Tỉ số                 | Đội khách      | Thông tin     |
| ------ | --------------------- | --------------------- | -------------- | ------------- |
| 132.   | Sudet                 | 1–3                   | MP             |               |
| 133.   | PEPO                  | 2–3                   | Lahden Reipas  |               |
| 134.   | ViPa                  | 0–3                   | FC KooTeePee   | ViPa bỏ cuộc  |
| 135.   | FC Vaajakoski         | 1–3                   | SC Riverball   | Khán giả: 102 |
| 136.   | LoPa                  | 1–2 (s.h.p.)          | JäPS           | Khán giả: 40  |
| 137.   | FC Futura             | 1–0                   | KTP            |               |
| 138.   | FC Peltirumpu         | 1–3                   | JPS            |               |
| 139.   | FC Babylon X          | 0–5                   | FC Espoo       |               |
| 140.   | Toejoen Veikot (TOVE) | 2–2 (s.h.p.) (6−7 p.) | KPV            | Khán giả: 65  |
| 141.   | IK Myran              | 0–11                  | FC Jazz        |               |
| 142.   | JBK                   | 2–3                   | GBK            | Khán giả: 250 |
| 143.   | VIFK                  | 1−3                   | SJK            | Khán giả: 148 |
| 144.   | Kokkolan Palloseura   | 0–5                   | Pallo-Iirot    |               |
| 145.   | HauPa                 | 0–4                   | FC Santa Claus |               |
| 146.   | PS Kemi               | 4–1                   | RoPS           |               |
| 147.   | OPS                   | 0–2                   | AC Oulu        |               |
| 148.   | FC Muurola            | 2–0                   | AC Kajaani     | Khán giả: 136 |
| 149.   | PK-37                 | 0–2                   | JIPPO          |               |

## Vòng Năm
Vòng này có sự tham gia của 40 đội, bao gồm 4 đội ở Veikkausliiga (các đội bị loại ở vòng bảng Cúp Liên đoàn). Các trận đấu diễn ra vào ngày 15 tháng 3 năm 2012.
| 24 tháng 3 năm 2012 150 | Gnistan | v | BK-46 |  |
| 16:00                   |         |   |       |  |

| 31 tháng 3 năm 2012 151 | RiPS | v | FC Kuusysi |  |
| 17:00                   |      |   |            |  |

| 22 tháng 3 năm 2012 152 | VG-62 | v | FC KooTeePee |  |
| 18:30                   |       |   |              |  |

| 25 tháng 3 năm 2012 153 | Maskun Palloseura | v | EIF |  |
| 18:45                   |                   |   |     |  |

| 25 tháng 3 năm 2012 154 | MaKu/Baltika | v | FC Lahti |  |
| 19:30                   |              |   |          |  |

| 24 tháng 3 năm 2012 155 | Lahden Reipas | v | LPS |  |
| 18:00                   |               |   |     |  |

| 10 tháng 4 năm 2012 156 | Atlantis FC | v | FC Kiffen |  |  |
|                         |             |   |           |  |  |

| 27 tháng 3 năm 2012 157 | Klubi 04 | v | IFK Mariehamn |  |
| 16:00                   |          |   |               |  |

| 1 tháng 4 năm 2012 158 | FC Futura | v | HIFK |  |
| 18:30                  |           |   |      |  |

| 27 tháng 3 năm 2012 159 | JäPS | v | FC Espoo |  |
| 19:00                   |      |   |          |  |

| 31 tháng 3 năm 2012 160 | FC Santa Claus | v | MP |  |
| 17:00                   |                |   |    |  |

| 25 tháng 3 năm 2012 161 | SC Riverball | v | Hämeenlinnan Härmä |  |
| 15:00                   |              |   |                    |  |

| 18 tháng 3 năm 2012 162 | FC Muurola | v | FC Hämeenlinna |  |
| 14:30                   |            |   |                |  |

| 24 tháng 3 năm 2012 163 | FC Jazz | v | SJK |  |
| 15:30                   |         |   |     |  |

| 27 tháng 3 năm 2012 164 | NoPS | v | Haka |  |
| 18:00                   |      |   |      |  |

| 31 tháng 3 năm 2012 165 | PS Kemi | v | GBK |  |
| 18:00                   |         |   |     |  |

| 22 tháng 3 năm 2012 166 | KPV | v | JJK |  |
| 17:30                   |     |   |     |  |

| 24 tháng 3 năm 2012 167 | NuPS | v | JIPPO |  |
| 15:00                   |      |   |       |  |

| 24 tháng 3 năm 2012 168 | TPV | v | AC Oulu |  |
| 16:15                   |     |   |         |  |

| 25 tháng 3 năm 2012 169 | JPS | v | Pallo-Iirot |  |
| 15:00                   |     |   |             |  |

## Vòng Sáu
Vòng này có sự tham gia của 24 đội, bao gồm 4 đội ở Veikkausliiga tham dự các giải đấu châu Âu. Các trận đấu diễn ra vào ngày 29 tháng 3 năm 2012.
| 7 tháng 4 năm 2012 170 | JIPPO            | v | FC Lahti |  |
|                        | Tahvanainen 119' |   |          |  |

| 12 tháng 4 năm 2012 171 | JäPS | v | Gnistan              |  |
|                         |      |   | Liesjärvi 57' (l.n.) |  |

| 6 tháng 4 năm 2012 172 | MP | v | MYPA                     |  |
|                        |    |   | Kaipio 29' · Oksanen 62' |  |

| 10 tháng 4 năm 2012 173 | FC Hämeenlinna | v | FC Honka                            |  |
|                         |                |   | Väyrynen 19', 50', 81' · Äijälä 76' |  |

| 10 tháng 4 năm 2012 174 | IFK Mariehamn                                    | v | JJK        |  |  |
|                         | Forsell 39' · Kangaskolkka 47', 75' · Wiklöf 85' |   | Hilska 37' |  |  |

| 12 tháng 4 năm 2012 175 | AC Oulu | v | KuPS                         |  |
|                         |         |   | Holopainen 45+1' · Purje 90' |  |

| 5 tháng 4 năm 2012 176 | PS Kemi                  | v (4 – 5 p) | FF Jaro              |  |  |
|                        | Eissele 26' (ph.đ.), 33' |             | Tahvanainen 62', 88' |  |  |

| 10 tháng 4 năm 2012 177 | EIF                                            | v | FC Kuusysi     |  |  |
|                         | Estlander 14', 83' · Lewis 77' · Mirabelli 80' |   | Puhalainen 19' |  |  |

| 15 tháng 4 năm 2012 178 | Atlantis FC | v (4 – 2 p) | FC Jazz |  |  |
|                         |             |             |         |  |  |

| 1 tháng 4 năm 2012 179 | JPS | v | LPS |  |  |
|                        |     |   |     |  |  |

| 31 tháng 3 năm 2012 180 | SC Riverball | v | Haka |  |  |
|                         |              |   |      |  |  |

| 11 tháng 4 năm 2012 181 | FC KooTeePee                | v | HIFK |  |
|                         | Laaksonen 37' · Wheeler 47' |   |      |  |

## Vòng Bảy
Vòng này có sự tham gia của 16 đội, bao gồm 4 đội ở Veikkausliiga. Các trận đấu diễn ra vào ngày 24 tháng 4 năm 2012.
| 26 tháng 4 năm 2012 182 | HJK                            | v | FF Jaro   |  |  |
|                         | Mannström 40' · Pohjanpalo 74' |   | Niang 29' |  |  |

| 25 tháng 4 năm 2012 183 | FC KooTeePee                      | v | FC Inter  |  |  |
|                         | Wheeler 73' (ph.đ.), 103' (ph.đ.) |   | Ojala 79' |  |  |

| 25 tháng 4 năm 2012 184 | Atlantis FC | v | FC Honka                              |  |
|                         |             |   | Mombilo 25' · Dudu 86' · Väyrynen 87' |  |

| 26 tháng 4 năm 2012 185 | LPS | v | VPS                                       |  |
|                         |     |   | Leukkunen 43' (og.) · Parikka 67' (ph.đ.) |  |

| 25 tháng 4 năm 2012 186                                                                              | KuPS | v (8 – 7 p)                                                                                            | TPS |  |  |
| |      | |     |  |  |
| |      | Loạt sút luân lưu                                                                                      |     |  |  |
| Kärkkäinen · James · Taipale · Ilo · Holopainen · Koljonen · Paananen · Mäkinen · Räsänen · Pöntinen |      | Kolehmainen · Rähmönen · Ristola · Hurme · Pennanen · Okaru · Lehtonen · Tanska · Kennedy · Lehtovaara |     |  |  |

| 25 tháng 4 năm 2012 187 | IF Gnistan   | v | IFK Mariehamn                                     |  |  |
|                         | J. Kauti 21' |   | Forsell 6', 14' (ph.đ.) · Byskata 77' · Jagne 86' |  |  |

| 22 tháng 4 năm 2012 188 | EIF | v | JIPPO                  |  |
|                         |     |   | Rönkkö 74' · Itälä 90' |  |

| 26 tháng 4 năm 2012 189 | Haka         | v | MYPA              |  |  |
|                         | Robinson 62' |   | Sihvola 82', 110' |  |  |

## Tứ kết
Vòng này có sự tham gia của 8 đội bóng. Bốn trận đấu này diễn ra vào các ngày 9 và 10 tháng 5 năm 2012.
| 9 tháng 5 năm 2012 190 | HJK                                  | v | FC KooTeePee | Sân vận động Sonera, Helsinki |  |
|                        | Ashraf 33' · Alho 35' · Zeneli 90+2' |   |              | Trọng tài: Jari Järvinen      |  |

| 9 tháng 5 năm 2012 191 | FC Honka                          | v | VPS | Tapiolan urheilupuisto, Espoo |  |
|                        | Äijälä 27' (ph.đ.) · Simpanen 57' |   |     | Trọng tài: Ville Nevalainen   |  |

| 9 tháng 5 năm 2012 192 | KuPS                                   | v | IFK Mariehamn | Savon Sanomat Areena, Kuopio |  |
|                        | Venäläinen 41' · Hynynen 68' · Ilo 85' |   |               | Trọng tài: Miikka Lähdesmäki |  |

| 8 tháng 5 năm 2012 193 | JIPPO | v | MYPA                                | Koillispuiston tekonurmi, Joensuu |  |
|                        |       |   | Sihvola 9', 70' · O'Shaughnessy 84' | Trọng tài: Vesa Hätilä            |  |

## Bán kết
Vòng này có sự tham gia của 4 đội bóng.
| 31 tháng 5 năm 2012 194                         | FC Honka       | v (5 – 4 p)                                    | HJK        | ISS Stadion, Vantaa     |  |
| 18:30                                           | Tammilehto 14' |                                                | Zeneli 52' | Trọng tài: Petteri Kari |  |
|                                                 |                | Loạt sút luân lưu                              |            |                         |  |
| Äijälä · Väyrynen · Koskinen · Yaghoubi · Aalto |                | Okkonen · Zeneli · Pelvas · Ashraf · Lindström |            |                         |  |

| 30 tháng 8 năm 2012 195 | KuPS     | v | MYPA | Mikkelin Urheilupuisto, Mikkeli |  |
| 18:30                   | Puri 37' |   |      | Trọng tài: Dennis Antamo        |  |

## Chung kết
Trận Chung kết diễn ra vào ngày 29 tháng 9 năm 2012.
| 29 tháng 9 năm 2012 196 | FC Honka      | v | KuPS |                               |  |
|                         | Mäkijärvi 23' |   |      | Trọng tài: Mattias Gestranius |  |